# هیکمان (نبراسکا)
هیکمان(به انگلیسی: Hickman) شهری در ایالت نبراسکا کشور ایالات متحده آمریکا است که جمعیت آن در سرشماری سال ۲۰۱۰ میلادی، ۱٬۶۵۷ نفر بوده‌است.